# 钩粉蝶

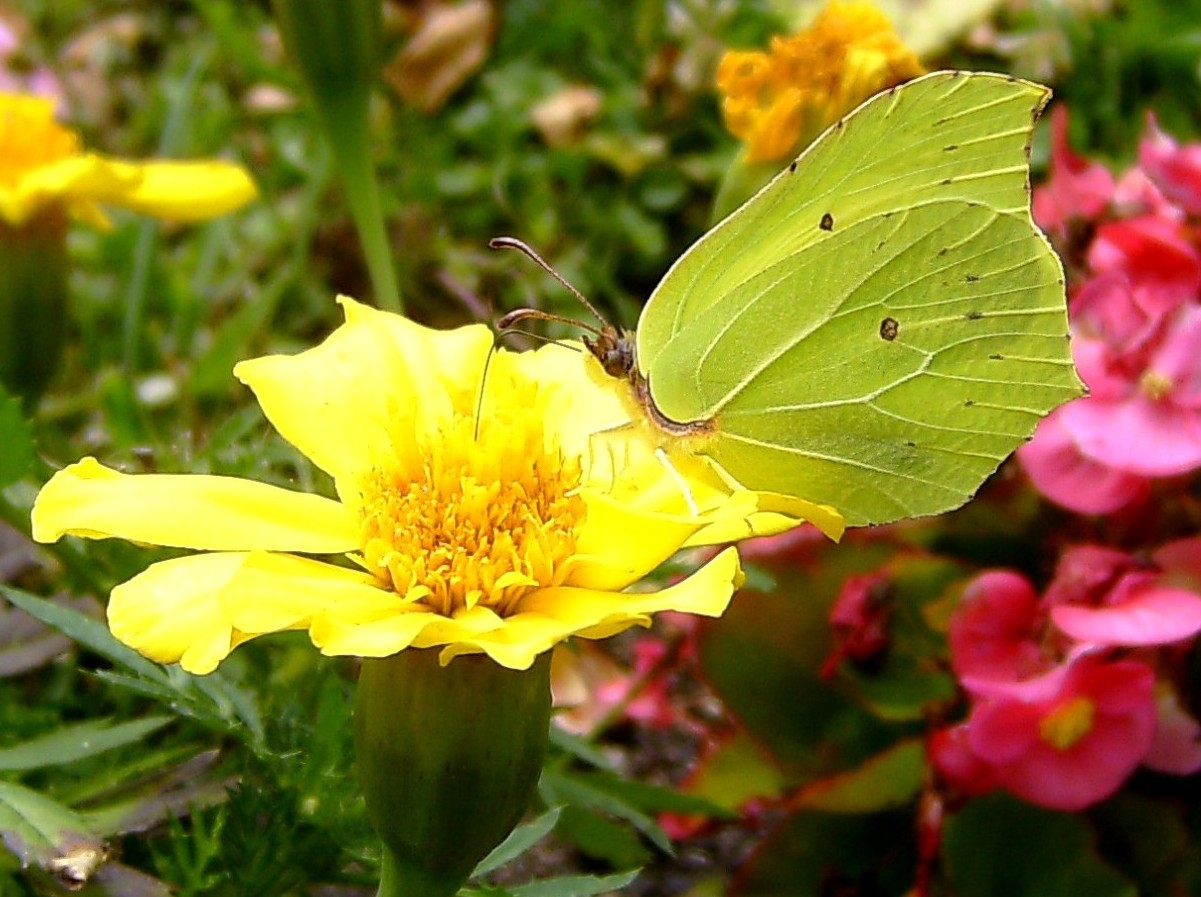
钩粉蝶 ♂

钩粉蝶（學名：Gonepteryx rhamni）是對粉蝶科钩粉蝶属的統稱。其寿命是蝴蝶中最长的，成虫阶段可达9至10个月，其中的大部分时间都是在冬眠。

## 形态
成虫体长约为60毫米，雄蝶呈淡黄色，接近黄油的颜色。有人认为英语蝴蝶（butterfly）一词便来源于该蝴蝶的黄油色彩（butter黄油，fly飞行）。与雄蝶相比，雌蝶略微偏绿。两性中室端部都有一个橙色亮斑，当从下方观察时两性间的差异更小。触角和触须呈粉褐色，与同属的圆钩粉蝶相比，该种的前翅顶角和后翅Cu脉更为突出。当其在冬眠时，其翅膀颜色、形态与常青藤、冬青、树莓叶都很接近。

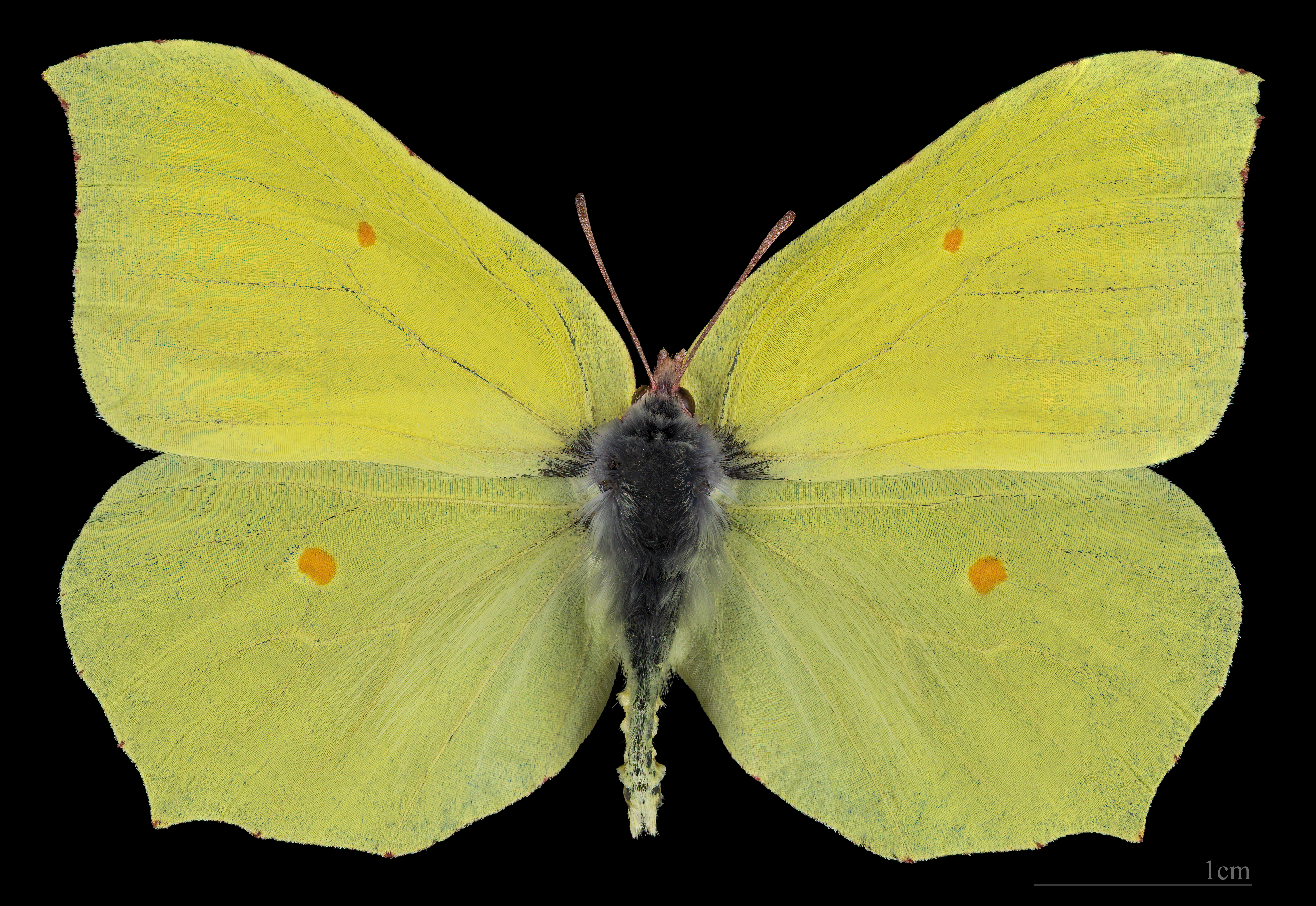
Gonepteryx rhamni ♂
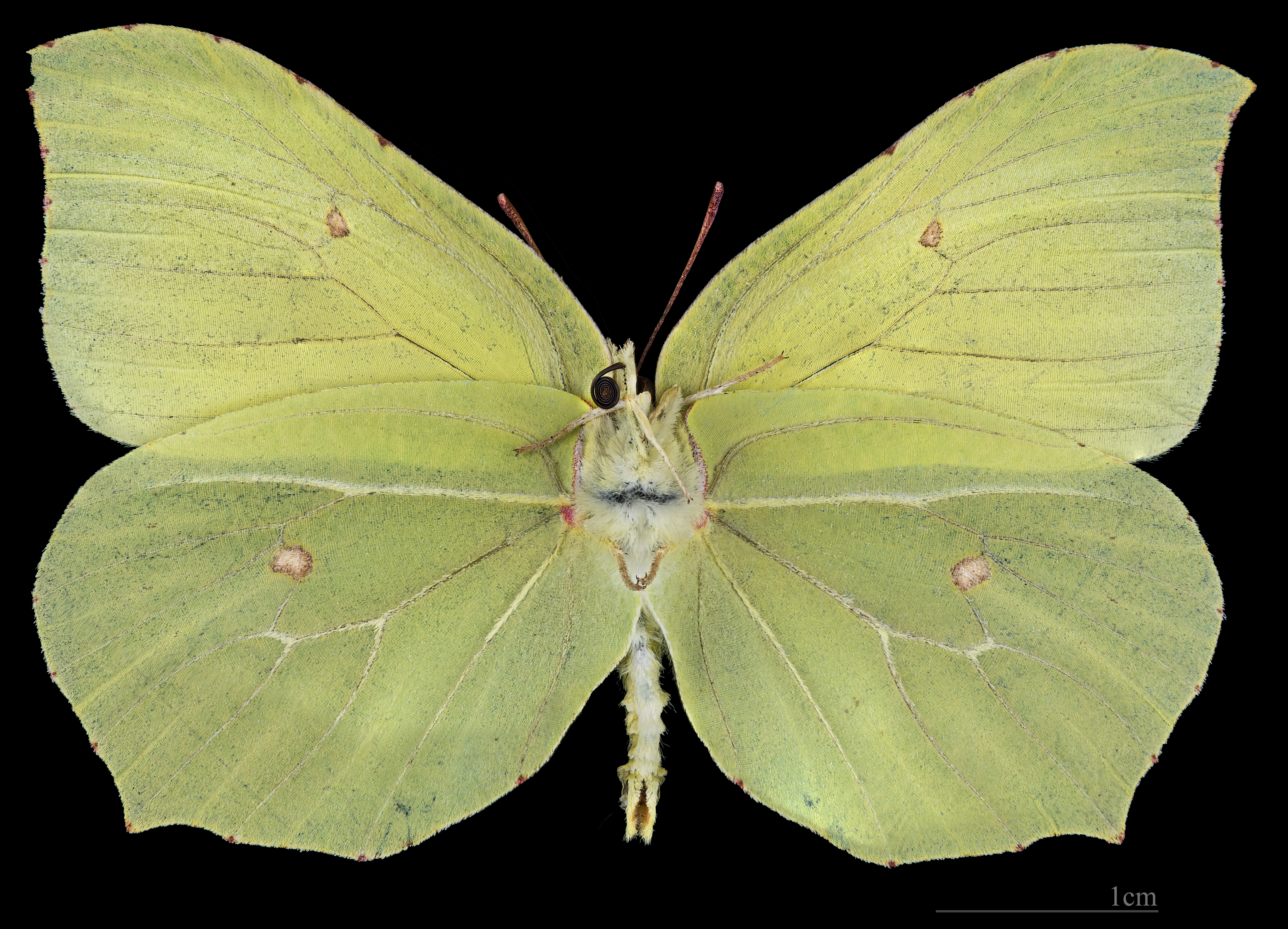
Gonepteryx rhamni ♂  △
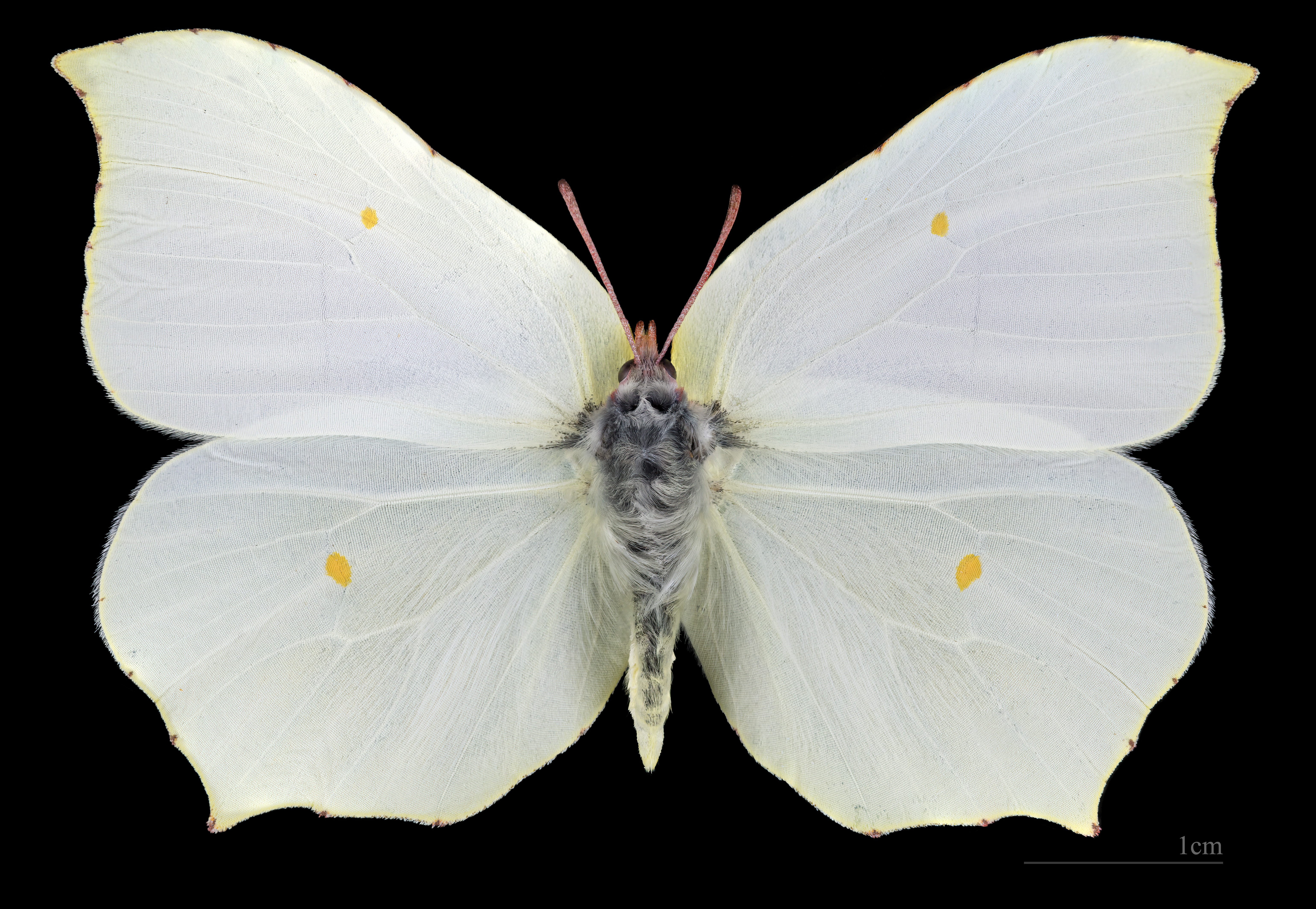
Gonepteryx rhamni ♀
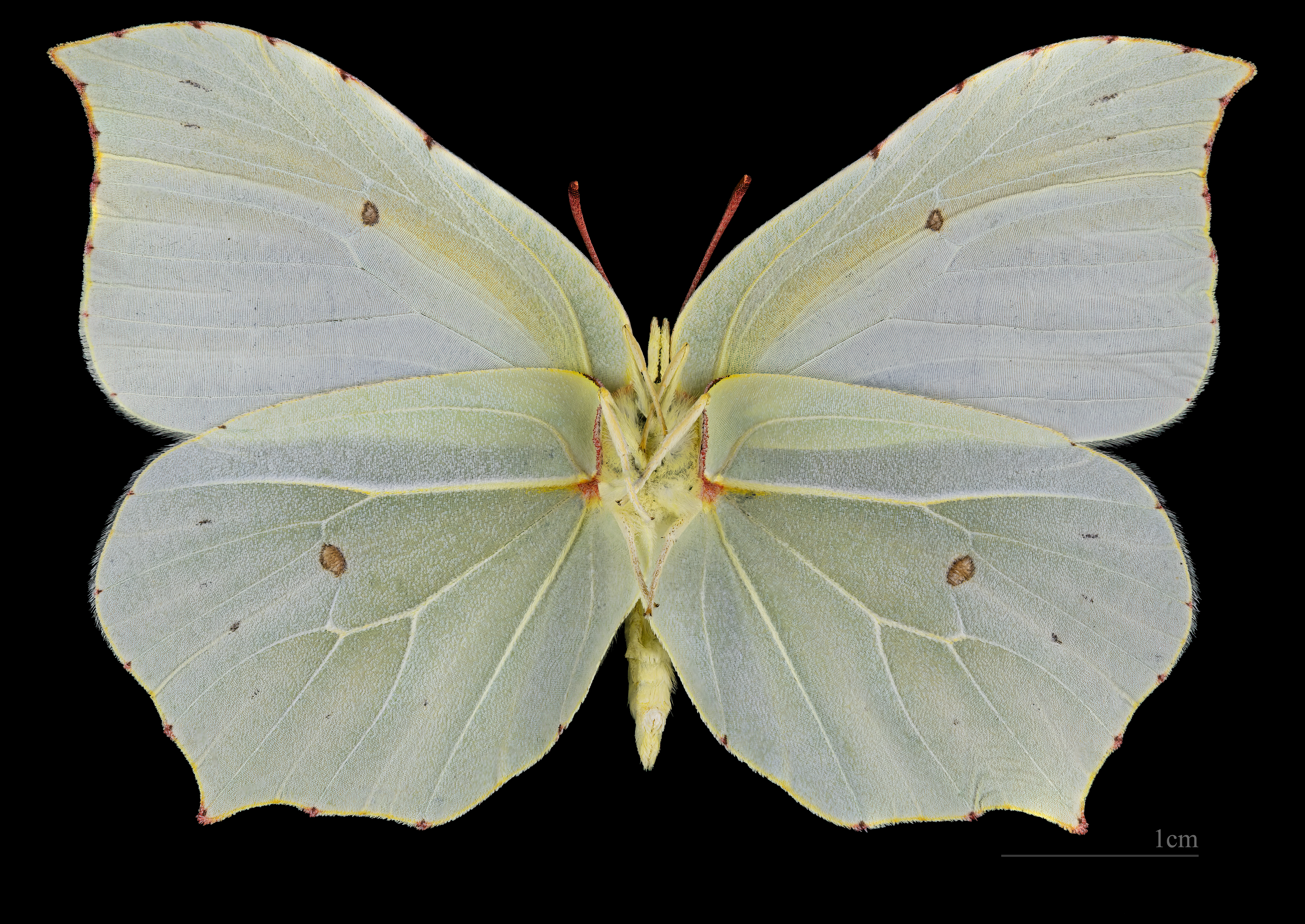
Gonepteryx rhamni ♀ △

## 习性
幼虫的食物为鼠李叶。成虫以花蜜为食，摄食对象比较广泛，包括蒲公英、樱草、夏枯草和风信子的花朵。钩粉蝶是每年最早出现的蝴蝶之一，在有些地区二月便结束了其冬眠。雄性的冬眠期短于雌性，因为它们可以在更低的温度下飞行，适应环境也较雌性迅速。在早春的寒冷气候中，该种有时会张开翅膀晒太阳以取得热量。五月为其繁殖期，为了提高幼虫存活率，雌性会将卵直接产在鼠李的叶片上，每年产卵一次。卵在十天之后会孵化为幼虫，一个月后开始化蛹。大约两周后，也就每年七月是蛹化蝶的季节，之后钩粉蝶便尽量摄食为冬眠储备。活动范围包括海拔2500米以下的树林、灌木地区，分布在欧洲、北美、亚洲各地。